# Ircocervo

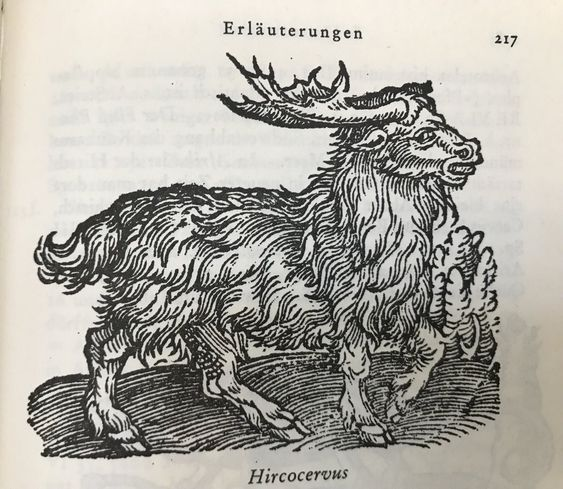
Raffigurazione di un ircocervo per un'edizione della Naturalis historia di Plinio il Vecchio

La parola ircocervo deriva dal latino hircocervus, parola composta da hircus ("capro") e cervus ("cervo"), e designa un animale mitologico per metà caprone e per metà cervo. Viene anche denominato tragelaphos o tragelafo e descritto come:
(Diodoro Siculo)
Col tempo l'uso letterale del termine è stato abbandonato in favore di quello metaforico per riferirsi a cose assurde ed irreali.

## Il mito, le parole e le cose

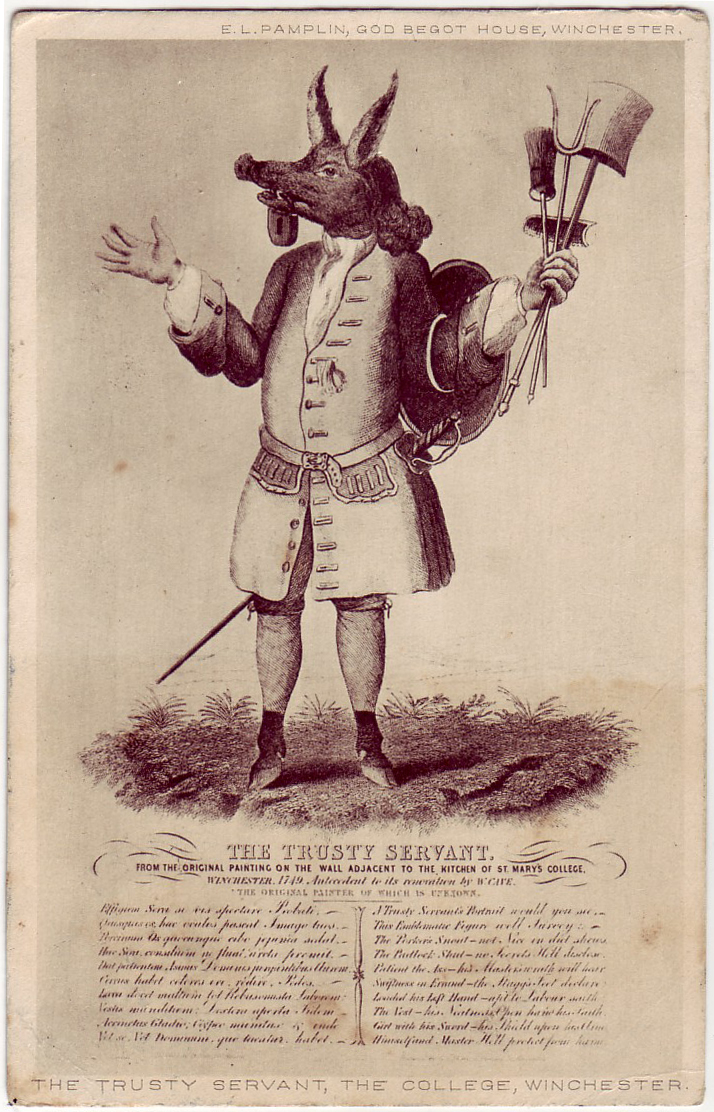
Un ircocervo del XIX secolo, "The Trusty Servant" (il servo fedele)

L'ircocervo viene citato da Aristotele nel De Interpretatione  per rafforzare la tesi, già espressa da Platone nel Sofista, che un nome di per sé non ha valore di verità o falsità. Lo stesso Aristotele, negli Analitici secondi utilizza l'immagine per sostenere che è possibile sapere cosa si intende con l'espressione ircocervo ma non risalire all'essenza dell'ircocervo, ovvero sapere cosa realmente sia.
Fu in seguito ripreso nel II secolo d.C. dall'autore greco Luciano di Samosata, nel tentativo di dare una definizione del mimiambo di Eronda, spiegando che era il termine adatto per spiegare un ibrido dalla così alta tessitura linguistica.
L'esempio aristotelico dell'ircocervo viene magnificato da Boezio nel suo commento al De Interpretatione, dove sottolinea come la scelta di una parola provvista di significato, benché riferita a una cosa inesistente, permette di ragionare sull'inesistenza delle categorie di vero e falso quando applicate alla parola nella sua assolutezza e non al suo essere priva di senso.
Per contro Guglielmo di Ockham nell'Expositio in librum Perihermenias Aristotelis utilizza l'immagine dell'ircocervo per simboleggiare la necessità di rivolgere le proprie attenzioni al concreto e non all'astratto, cercando di spiegare la realtà con semplicità e immediatezza.

## L'ircocervo liberalsocialista
Nel XX secolo l'immagine venne ripresa da Benedetto Croce in riferimento al liberalsocialismo quando, nel 1942 attaccò, accusandolo di irrealismo, il socialista Guido Calogero che nel suo Manifesto del Liberalsocialismo aveva tentato di unire due concetti che Croce considerava inconciliabili, quali quello di libertà (liberalismo) e quello di eguaglianza (socialismo).